# Beatriz Spelzini
Beatriz Spelzini (Buenos Aires, 11 de maio de 1952) é uma atriz argentina. No cinema ela é mais conhecida pelos filmes  O dia em que eu não nasci (2011), Yo la recuerdo ahora (2007) e El gato desaparece (2011).

## Filmografia
| Ano  | Título                          | Papel            | Notas        |
| ---- | ------------------------------- | ---------------- | ------------ |
| 2023 | Fragmentada                     | Nina             |              |
| 2020 | El cuaderno de Tomy             | Silvia Molina    |              |
| 2019 | Anomalía                        | María Ana Mayor  |              |
| 2019 | Pequeña                         | Abuela           | Cortometraje |
| 2018 | Todavía                         |                  |              |
| 2017 | Delicia                         | Felisa / Delicia |              |
| 2015 | Los Inocentes                   | Mercedes         |              |
| 2015 | Pistas para volver a casa       | Celina           |              |
| 2011 | El gato desaparece              | Beatriz          |              |
| 2011 | El día que no nací              | Estela           |              |
| 2007 | Cartas para Jenny               | Sofía            |              |
| 2007 | Yo la recuerdo ahora            | Gladis           |              |
| 2006 | El espacio de las apareciencias | Norma            | Cortometraje |
| 2006 | Genesis                         | Carmen           | Cortometraje |
| 2006 | Olga, Victoria Olga             | Amanda           |              |
| 2005 | Géminis                         | Inés             |              |
| 2005 | Judíos en el espacio            | Raquel           |              |
| 2003 | Cleopatra                       | Matilde          |              |
| 2002 | Una mujer silenciosa            | Lía              | Cortometraje |
| 2000 | Riconciliati                    | Malena           |              |
| 1998 | Mar de amores                   | Alicia           |              |
| 1989 | Mujeres                         | Andrea           |              |
| 1979 | La isla                         | Lucía            |              |
| 1979 | Cuatro pícaros bomberos         | María Cristina   |              |